# Wenzel (HRR)

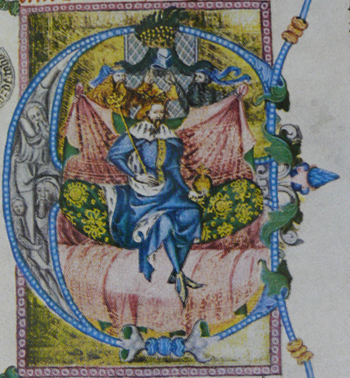
König Wenzel. Illustration aus der Wenzelsbibel, c.1398/1395

Wenzel von Luxemburg aus dem Geschlecht der Luxemburger, Beiname der Faule (auch Wenzeslaus, tschechisch Václav; * 26. Februar 1361 in Nürnberg; † 16. August 1419 auf der Wenzelsburg, tschechisch Nový hrad u Kunratic, heute im Stadtgebiet von Prag), war seit seiner Krönung im Kindesalter 1363 bis zu seinem Tod 1419 als Wenzel IV. König von Böhmen und von 1376 bis zu seiner Absetzung 1400 römisch-deutscher König. Von 1373 bis 1378 war er zudem Markgraf von Brandenburg und von 1383 bis 1388 Herzog seines Stammlandes Luxemburg.
In seiner Regierungszeit (1378–1419) kam es zur Verschärfung des Abendländischen Schismas, mehreren Adelsaufständen in Böhmen (1394, 1397), seiner Absetzung als römisch-deutscher König (1400), der Inhaftierung durch seinen Bruder Sigismund (1402–1403) und zunehmenden Auseinandersetzungen mit den Hussiten, die 1419 zum ersten Prager Fenstersturz führten.

## Leben

### Wahl und erste Regierungsjahre
Wenzel war der älteste Sohn Kaiser Karls IV. aus dessen dritter Ehe mit Anna von Schweidnitz. Er war seit frühester Kindheit als Haupterbe vorgesehen. Karl ließ ihm Siegel anfertigen und brachte ihm bereits als Kleinkind bei, sich als wahrer Herrscher zu verhalten. Als Erzieher dienten ihm Ernst von Pardubitz, später Johann Očko von Wlašim, die ihn zu einem zwar gebildeten, aber unselbständigen und unschlüssigen Menschen heranzogen. Schon 1363 wurde Wenzel zum König von Böhmen gekrönt. Seit August 1373 bis 1378 war er zudem Markgraf von Brandenburg; das Haus Luxemburg vereinte aber für den Fall einer Königswahl erst ab 1379 mit dem Tode des Wittelsbachers Otto V. beide Kurstimmen, die böhmische und die brandenburgische, auf sich. Wenzel wurde auch noch zu Lebzeiten seines Vaters am 10. Juni 1376 in Frankfurt am Main zum Rex Romanorum gewählt und vom Kölner Erzbischof Friedrich III. von Saarwerden am 6. Juli 1376 in Aachen gekrönt. Nach dem Tod seines Vaters trat Wenzel 1378 de facto die Nachfolge als König des Heiligen Römischen Reichs an. Im selben Jahr fiel die Mark Brandenburg an Wenzels jüngeren Halbbruder Sigismund.
Schon 1380 verhandelte Herzog Stephan von Bayern in Wenzels Auftrag Reichsangelegenheiten mit dem Papst, zu einem Romzug Wenzels kam es jedoch nicht. In den Auseinandersetzungen mit der Kirche (Abendländisches Schisma), wobei er wie schon sein Vater Papst Urban VI. als rechtmäßigen Pontifex anerkannte, und den Reichsstädtebünden hatte er keine glückliche Hand. Es kam zu Kampfhandlungen mit einem süddeutschen Städtebund, als er die von Wittelsbachern gehaltenen schwäbischen Landvogteien den Habsburgern übertragen wollte. Wenzel kümmerte sich fast gar nicht um die Reichsangelegenheiten. Er kam erst 1383 nach Nürnberg, doch wollte der Städtebund den von ihm verordneten Landfrieden, der auch erstmals die Einteilung des Reiches in Kreise vorsah, nicht anerkennen, da dies dessen Auflösung bedeutet hätte. Mit dem Landfrieden von Eger stellte er sich auf die Seite der Fürsten, aber gegen die städtischen Bünde. Was ihm in Böhmen einigermaßen gelang, nämlich die Ordnung aufrechtzuerhalten, misslang ihm in Deutschland. Zudem nahm Wenzels Verhalten mehr und mehr despotische Züge an. Zu der allgemeinen Unzufriedenheit trugen auch seine unfähigen Berater bei.
Der langjährige Kanzler Johann von Jenstein fiel bei Wenzel in Ungnade und wurde 1384 abgesetzt. Nachdem Wenzel sich zudem mit niederem Adel und bürgerlichen Beratern umgab, formierte sich auch der Widerstand des höheren Adels in Böhmen, der von der Unfähigkeit Wenzels und von seiner Brutalität genug hatte, wie sie sich auch in der Folterung und Ermordung des Prager Generalvikars des ehemaligen Erzbischofs Jenstein Johannes Nepomuk, der sich angeblich geweigert hatte, das Beichtgeheimnis zu brechen, äußerte.
Wenzel war zunächst von 1370 bis zu ihrem Tod 1386 mit Johanna von Bayern verheiratet. Drei Jahre danach heiratete er Sophie von Bayern. Beide Ehen blieben kinderlos.

### Machtkämpfe innerhalb der Familie
Schließlich brachen auch innerhalb der Luxemburger-Dynastie Machtkämpfe aus, angefacht durch seinen Cousin Jobst von Mähren. Am 8. Mai 1394 wurde Wenzel von den Vertretern des Adels in Königshof gefangen genommen. Den König setzte man in Prag fest und Jobst übernahm die Verwaltung. Gleichzeitig bemühte sich Wenzels jüngerer Bruder Johann von Görlitz um dessen Befreiung. Wenzel wurde daraufhin auf die Burg Wildberg in Oberösterreich verlegt. Es kam zu erfolgreichen Verhandlungen über die Freilassung des Regenten, allerdings mit für ihn harten Bedingungen, die Wenzel später jedoch nicht einhielt. Nach seiner Rückkehr musste er sich verpflichten, die Rebellen, darunter Kaspar I. und Gundaker VII. von Starhemberg, Heinrich III. von Rosenberg, Heinrich III. von Neuhaus und andere böhmische Adelige, die am Aufstand teilgenommen hatten, nicht zu bestrafen.
1394 lud Jobst von Mähren führende Mitglieder des böhmischen Adels nach Prag ein, darunter Heinrich von Rosenberg auf Krumau, Heinrich III. von Neuhaus, Brenek von Fels und Schwihau, Otto der Ältere von Bergow, Heinrich Berka von Duba auf Hohenstein, Wilhelm von Landstein, Jan Michalec z Michalovic a na Mladé Boleslavi, Boček II. von Podiebrad und Boresch IX. von Riesenburg der Jüngere. Am 5. Mai 1394 veröffentlichten sie eine gemeinsame Erklärung gegen den König.
Im April überfielen Boresch von Riesenberg und Bohuslav von Schwanberg mit weiteren Herren die Burg Toužim (deutsch Theusing) und nahmen Propst Georg fest, den Boresch anschließend auf der Burg Riesenburg festhielt. Der König reagierte wutentbrannt auf diesen Affront und befahl dem Prager Burggrafen Otto von Bergow, ein Heer zusammenzustellen und die Aufständischen zu bestrafen. Otto folgte, zog jedoch mit den Soldaten nicht gegen die Rebellen, sondern gegen den König selbst. Während der Rückkehr von seiner Burg Žebrák wurde Wenzel gefangen genommen und im Weißen Turm auf der Prager Burg inhaftiert.
Wenzel wurde gezwungen, seinen Cousin, den Markgrafen Jobst, zum Hauptmann des böhmischen Königreichs zu ernennen. Ihm schlossen sich dann weitere böhmische Aristokraten an. Auf die Seite Wenzels schlug sich jedoch sein Bruder Johann von Görlitz, der in Kuttenberg eine Armee zusammenstellte. Die Rebellen zogen sich daraufhin mit dem König nach Südböhmen zurück. Zwischen beiden Lagern entbrannte ein erbitterter Krieg. Johann ließ die Höfe und Ländereien der Rosenberger plündern und besetzte Budweis. Am 30. Juni 1394 schloss man Frieden, und der auf Burg Wildberg gefangene Wenzel wurde freigelassen.
Der Friede hielt nicht, und Ende 1394 trafen sich die Landesherren wieder, diesmal in Alttabor. Markgraf Jobst erhielt Unterstützung vom Meißner Markgrafen Wilhelm und dem von Verhandlungen mit seinem Bruder enttäuschten Johann von Görlitz. Die neue Koalition, an der sich diesmal auch Boresch VII. von Riesenburg der Ältere beteiligte, traf sich mit dem König auf dessen Burg Žebrák. In den von den höheren Adeligen vorgelegten Forderungen sollten diese alle wichtigen Ämter erhalten und damit das Land kontrollieren und verwalten. Auch dieses Friedensabkommen hielt nicht lange. Wenzel inhaftierte den Markgrafen Jobst und Boček II. von Podiebrad; gegen andere, darunter auch die Riesenburger, sollte ein Heer aufgestellt werden, angeführt von Bořivoj ze Svinař.
1395 wurde Jobst freigesetzt und zu Verhandlungen zugelassen; dies jedoch auf Kosten des Königsbruders Johann von Görlitz. 1396 versuchte Wenzel, die Lage wieder in den Griff zu bekommen und bat seinen Bruder Sigismund um Hilfe. Durch dessen Vermittlung konnte am 2. April 1396 ein weiterer Friede geschlossen werden, wiederum zu Gunsten der böhmischen Landesherren.
1397 verschärfte sich die Lage wieder, da der König neben den Mitgliedern des hohen böhmischen Adels auch wieder seine Günstlinge im niederen Adel bei der Verteilung von Posten berücksichtigte. Der neu entstandenen Opposition unter der Führung des mährischen Markgrafen Prokop, die sich zum Ziel erklärte, gegebenenfalls die Günstlinge des Königs auch unter Anwendung von Gewalt zu beseitigen, schloss sich auch Boresch an. Verhandlungen fanden am 11. Juni 1397 auf der Burg Karlstein statt. Die Interessen des abwesenden Königs vertrat Herzog Hanusch. Während der Verhandlungen ließen die vom König Abtrünnigen die Ausgänge des Verhandlungssaales mit Bewaffneten besetzen und beriefen vier der königstreuen Berater in den Konferenzraum. Sobald diese eintraten, beschuldigte Hanusch den eingetroffenen Burchard Strnada z Janovic, ein Verräter zu sein, zog sein Schwert und durchbohrte ihn. Johann Michales von Michalowitz und Boresch von Riesenburg warfen sich auf die übriggebliebenen waffenlosen Räte und töteten sie. Lediglich Markolt z Vrutic gelang die Flucht, er starb jedoch kurz darauf an seinen schweren Verletzungen. Daraufhin begaben sich die Mörder zum König in Königshof und gestanden ihm die Tat. Wenzel nahm die Nachricht über den Tod seiner Anhänger apathisch auf. Einen Monat später bezichtigte er selbst seine ermordeten Räte des Verrats.

## Abwahl als deutscher König
1397 hielt Wenzel zwei Reichstage in Frankfurt am Main und in Nürnberg ab, bei denen er den Klagen der deutschen Fürsten Gehör schenkte. Er versprach, „des Reiches Sachen zu richten und zu handeln“. Diese Versprechungen wurden jedoch, so die Einschätzung der Beschwerdeführer, nicht gehalten.
Immer mehr vernachlässigte Wenzel die Angelegenheiten des Reiches. Deswegen sandten ihm die rheinischen Kurfürsten eine Vorladung nach Oberlahnstein (heutiges Rheinland-Pfalz). Im Falle seines Nichterscheinens würden sie sich an den dem König geleisteten Eid nicht mehr gebunden fühlen und begründeten dies mit der Goldenen Bulle Kaiser Karls IV. Da der Kaiser den Kurfürsten das Recht gegeben habe, den König zu wählen, habe er ihnen auch das Recht verliehen, einen unfähigen Monarchen abzusetzen.
Am 20. August 1400 kamen vier Kurfürsten – die Erzbischöfe von Mainz, Trier und Köln sowie Pfalzgraf Ruprecht – auf Burg Lahneck in Oberlahnstein zusammen und erklärten Wenzel für abgesetzt. Sie bezeichneten ihn als „eynen unnüczen, versümelichen, unachtbaren entgleder und unwerdigen hanthaber des heiligen Romischen richs“, also einen unnützen, trägen, unachtsamen Entgliederer und unwürdigen Inhaber des Heiligen Römischen Reiches. Am folgenden Tag wählten sie in Rhens den Wittelsbacher Ruprecht von der Pfalz zum König. Bald darauf verlor Wenzel auch die letzten Reste von Neuböhmen an Ruprecht.

### Die letzten Jahre
Auch in Böhmen regte sich aufs Neue die Opposition des hohen Adels, diesmal wieder mit dem Meißner Markgrafen Wilhelm, der jedoch nach dem Friedensvertrag von 1401 aus dem Land wieder abziehen musste. Auf Druck der Aristokraten berief Wenzel seinen Bruder Sigismund nach Böhmen, mit dem er in Königgrätz 1402 eine Vereinbarung traf, mit der er ihm faktisch die Verwaltung von Böhmen überließ und ihm die böhmische Krone nach seinem Tod versprach. Sigismund sollte ihm dafür zum Rückgewinn der Reichskrone verhelfen. Der ungarische König übernahm die Macht und besetzte nach und nach die Königsburgen, hatte jedoch mit dem Versprechen, das er seinem Bruder gegeben hatte, keine Eile.
Wenzel begehrte auf. Sein Bruder ließ ihn daraufhin am 6. März 1402 in Prag festnehmen. Johann von Bucca, Heinrich III. von Rosenberg, Ulrich V. von Neuhaus, Břeněk ze Skály und Otto der Ältere von Bergow wurden zu Landesverwaltern ernannt. Unter Begleitung Sigismunds wurde Wenzel zunächst nach Krumau und von dort auf die Burg Schaunberg bei Pupping gebracht. Nun stellten sich wieder einige der böhmischen Landesherren, angeführt von Jobst von Mähren, auf seine Seite, da sie in Sigismund eine größere Gefahr sahen als in dem manipulierbaren Wenzel. Der Kampf zwischen den Böhmen und dem ungarischen König zog sich bis 1403 hin. Als dann Unruhen in Ungarn ausbrachen, wurde Sigismund gezwungen, Böhmen zu verlassen. Nach einer weiteren Internierung in Wien gelang Wenzel am 11. November 1403 die Flucht.
Böhmischer König blieb Wenzel bis zu seinem Tod, zumal er formal weiter auf sein Recht als römisch-deutscher König pochte. Nach dem Tod Ruprechts von der Pfalz im Jahre 1410 fiel die Herrschaft über das Heilige Römische Reich wieder an die Luxemburger: zunächst an Wenzels Vetter Jobst von Mähren und dann 1411 an Wenzels Bruder Sigismund. Beide Brüder einigten sich, so dass Sigismund auch auf Wenzels Hausmacht hoffen konnte. So stellten die Luxemburger von 1308 bis 1437 fünf deutsche Könige, diese Liste wurde für insgesamt 43 Jahre durch die beiden Wittelsbacher Ludwig IV. den Bayern und Ruprecht von der Pfalz unterbrochen.
Unter dem Einfluss seiner Frau Sophia und ihres Beichtvaters, des Magisters Jan Hus, griff Wenzel 1409 in die Rechte und Freiheiten der Prager Karls-Universität ein und änderte das Stimmenverhältnis in den Gremien der Universität zuungunsten der Deutschen. Durch das Kuttenberger Dekret Wenzels vom 18. Januar 1409 wurde das Tschechische zur wichtigsten Sprache an der Karls-Universität, Jan Hus wurde deren Rektor. Daraufhin folgte der Auszug der deutschen Professoren und Studenten und es kam zeitweise zur Stilllegung des Lehrbetriebes. Etliche von ihnen gingen nach Leipzig, wo sie 1410 beim Aufbau der dortigen Universität mitwirkten.
Nachdem Wenzel sich 1412 mit Hus überworfen hatte, wandte er sich von den tschechischen Reformpriestern ab. Allerdings sicherte er, ebenso wie Kaiser Sigismund, Jan Hus und Hieronymus von Prag freies Geleit zu, als sie im Jahre 1414 zu dem bis 1417 andauernden Konzil in Konstanz reisten, das die Kirchenspaltung beendete.
Im Jahre 1419 spitzte sich der Konflikt mit den Hussiten zu. Ende Juli 1419 gelang es ihnen, Prag in ihre Hand zu bekommen, wozu auch Wenzels zunehmend als tyrannisch empfundene Herrschaft beitrug. Wenzel floh, doch starb er schon am 16. August desselben Jahres. Nach Wenzels Tod trat Sigismund auch dessen Nachfolge als böhmischer König an.

## Bewertung
Die Quellen schildern Wenzel als Paranoiker und Tyrannen, der unter anderem mit der Reitpeitsche um sich geschlagen, seine großen Hunde auf unliebsame Menschen in seiner Umgebung gehetzt und Höflinge aus fadenscheinigsten Gründen hingerichtet haben soll. Er spielt auch eine Hauptrolle in der Geschichte von Johannes Nepomuk, den er in der Moldau ertränken ließ, angeblich weil ihm der Priester die Beichtgeheimnisse seiner Frau nicht hatte preisgeben wollen. In Wahrheit ging es um politische Differenzen zwischen Wenzel und dem Prager Erzbischof Johann von Jenstein, seinem ehemaligen Kanzler, dessen Generalvikar Johannes von Nepomuk gewesen war. Die meiste Zeit seiner Regierung soll Wenzel in einem Zimmer mit seinen Jagdhunden eingeschlossen verbracht haben. Nach Václav Hájek z Libočan soll er die Nachricht von seiner Absetzung als römisch-deutscher König mit den Worten kommentiert haben, er sei froh, von dieser Last entbunden zu sein (vergleiche seinen Beinamen „der Faule“). Dem widerspricht aber ein zeitgenössischer Bericht, der in den Archiven der Stadt Frankfurt am Main überliefert ist. Diesem Text zufolge reagierte Wenzel bei der Ankunft des Boten wütend und soll fest entschlossen geschworen haben, sich zu rächen, Ruprecht abzusetzen und zu töten.
Am 24. März 1398 wollte König Karl VI. von Frankreich sich mit dem deutschen König Wenzel IV. in Reims treffen, um über die Beendigung der Kirchenspaltung zu beraten. Die Beratungen sollen jedoch deshalb nicht zustande gekommen sein, da Wenzel zu betrunken war.  Es war nicht die einzige Blamage, welche Wenzel dem Ansehen des deutschen Königtums zufügte.
Zweimal war Wenzel festgesetzt worden (1394 und noch einmal 1402–1403, das letzte Mal unter Zutun seines Bruders Sigismund, der von Wenzel als Reichsvikar zu einem seiner Stellvertreter ernannt worden war). Wenzel, der sich nie ernsthaft um die Kaiserkrone bemühte (was die meisten römisch-deutschen Könige des Spätmittelalters getan hatten) und sich nicht mit fähigeren Ratgebern umgab, als noch Zeit gewesen wäre, das Blatt zu wenden, bleibt eine Gestalt ohne ansprechende Züge. Politisch muss man ihm vorwerfen, dass ihm trotz seiner Bildung sowohl der Realitätssinn als auch das Gespür für die Politik fehlten, die noch seinen Vater ausgezeichnet hatten. Er verlor die Ratgeber seines Vaters und umgab sich mit einem Hof, der sich meist aus Angehörigen des niederen Adels zusammensetzte, die umso ehrgeiziger und unnachgiebiger handelten. Im Land kam es dadurch zu immer neuen Konflikten, die nicht nur die politische, sondern auch die wirtschaftliche Entwicklung hemmten.
In Böhmen verstärkte die Unfähigkeit Wenzels die Herausbildung eines tschechischen Nationalcharakters, der sich vor allem durch den Gegensatz zu den Deutschen definierte.